# 全ての恵みの仲介者
全ての恵みの仲介者（すべてのめぐみのちゅうかいしゃ、ラテン語：Mediatrix omnium gratiarum）とは、カトリック教会で、イエス・キリストの母である聖母マリアに与えられた称号である。これには、キリストからの全ての恵みと祝福は聖母を通じて与えられる、と信じることも含まれている。すべての恩恵の仲介者とも訳される。
これは、カトリック教会、東方正教会、非カルケドン派正教会において、聖母に帰属する役割である仲裁、調停が、もっと拡大し、そして仲介の称号が使われた。

## 概要
カトリック教会は、第2バチカン公会議の公布文書『教会憲章』62条で19世紀末から20世紀前半までの歴代教皇回勅を参照して、マリアの称号「仲介者（Mediatrix）」に言及している。そこでは仲介者と並べて「弁護者（Advocate）、扶助者（ Auxiliatrix）、援助者（Adjutrix）」という称号にも言及している。ただし「全ての恵みの仲介者」という称号には言及せず、さらに「唯一の仲介者であるキリスト」（同62条）と仲介者について規定し、マリアに対して仲介者と呼称することについては限定的な意味における理解を提示している（同62条）。
「全ての恵みの仲介者」の称号がカトリック教会の教理として確立しているかについては、カトリック神学者間で議論がある。歴代教皇は「全ての恵みの仲介者」を教理として宣言はしていない。一方で「全ての恵みの仲介者」の称号を使用した場合、「仲介者」の称号を使用するより優先され、他の聖人の仲介より高いレベルの仲介ができるという見解がある。これは聖母がイエスの母であると言う特別の関係によることから来ている。
1948年、フィリピンのリパ大司教区で起こった聖母の出現は、2015年9月12日に典礼秘跡省を通じ、このリパの聖母が「恩恵の仲介者」の称号の元、本物で信ずるに値すると正式に宣言された。

## 参照
- 聖母の出現
- リパの聖母